# Schizonycha flavorufa
Schizonycha flavorufa är en skalbaggsart som beskrevs av Moser 1917. Schizonycha flavorufa ingår i släktet Schizonycha och familjen Melolonthidae. Inga underarter finns listade i Catalogue of Life.